# Reisjärvi
Reisjärvi is een gemeente in de Finse provincie Oulu en in de Finse regio Noord-Österbotten. De gemeente heeft een landoppervlakte van 474,62 km² en telt 2.635 inwoners (2022).

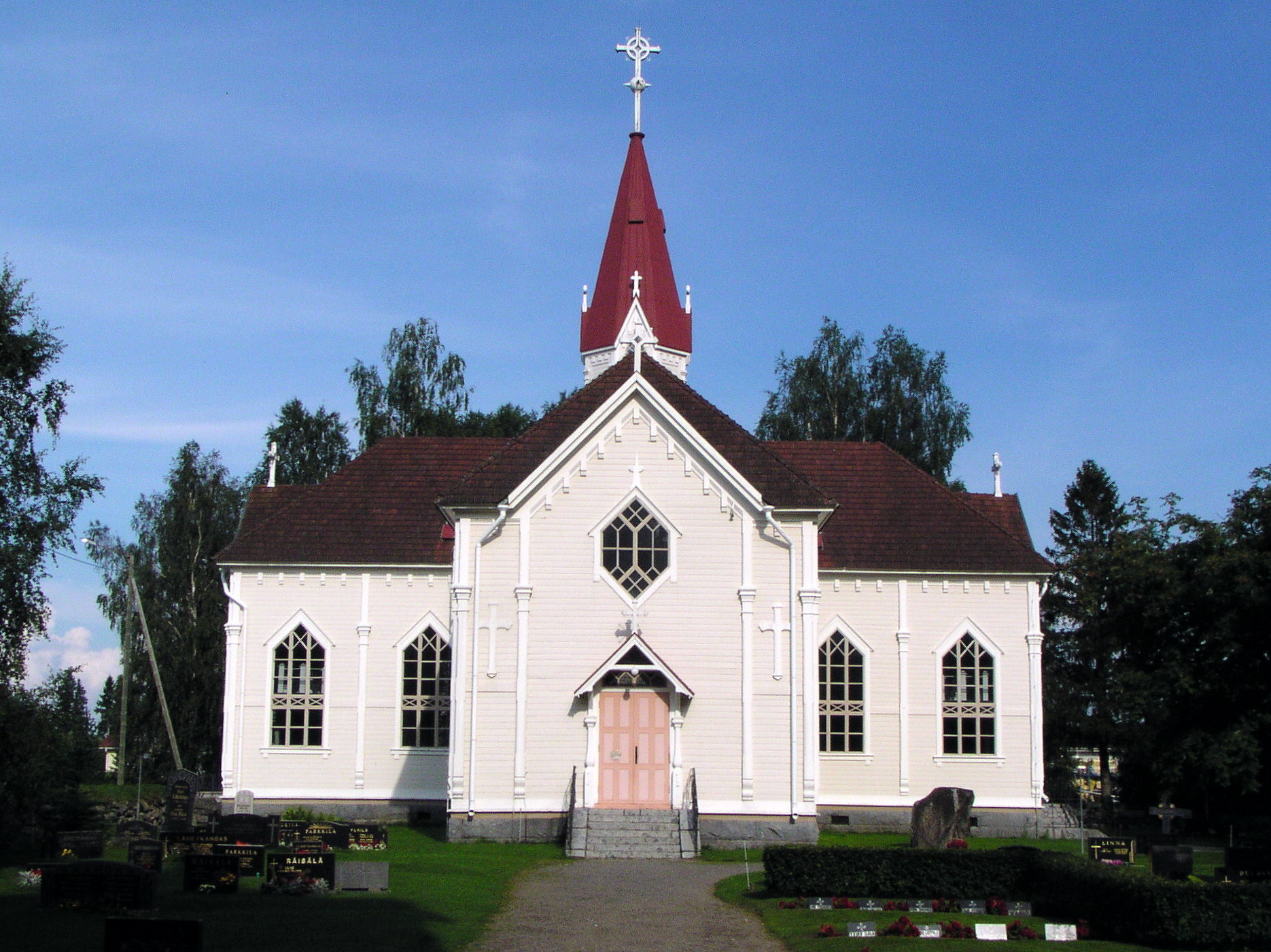
Kerk van Reisjärvi
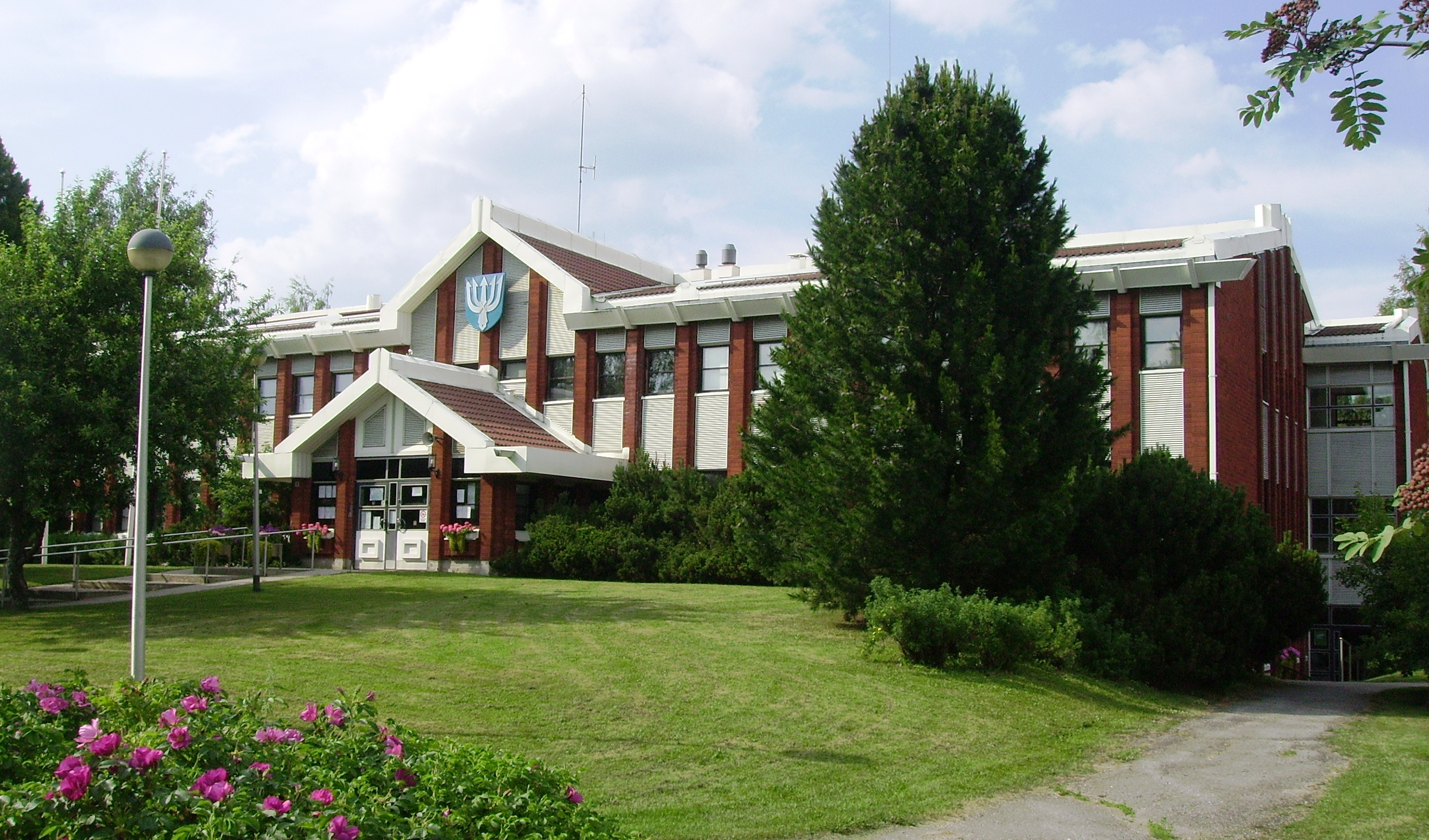
Stadhuis